# Calycomyza grenadensis
Calycomyza grenadensis är en tvåvingeart som beskrevs av Zlobin 1996. Calycomyza grenadensis ingår i släktet Calycomyza och familjen minerarflugor.
Artens utbredningsområde är Grenada. Inga underarter finns listade i Catalogue of Life.